# نوردهی چندگانه

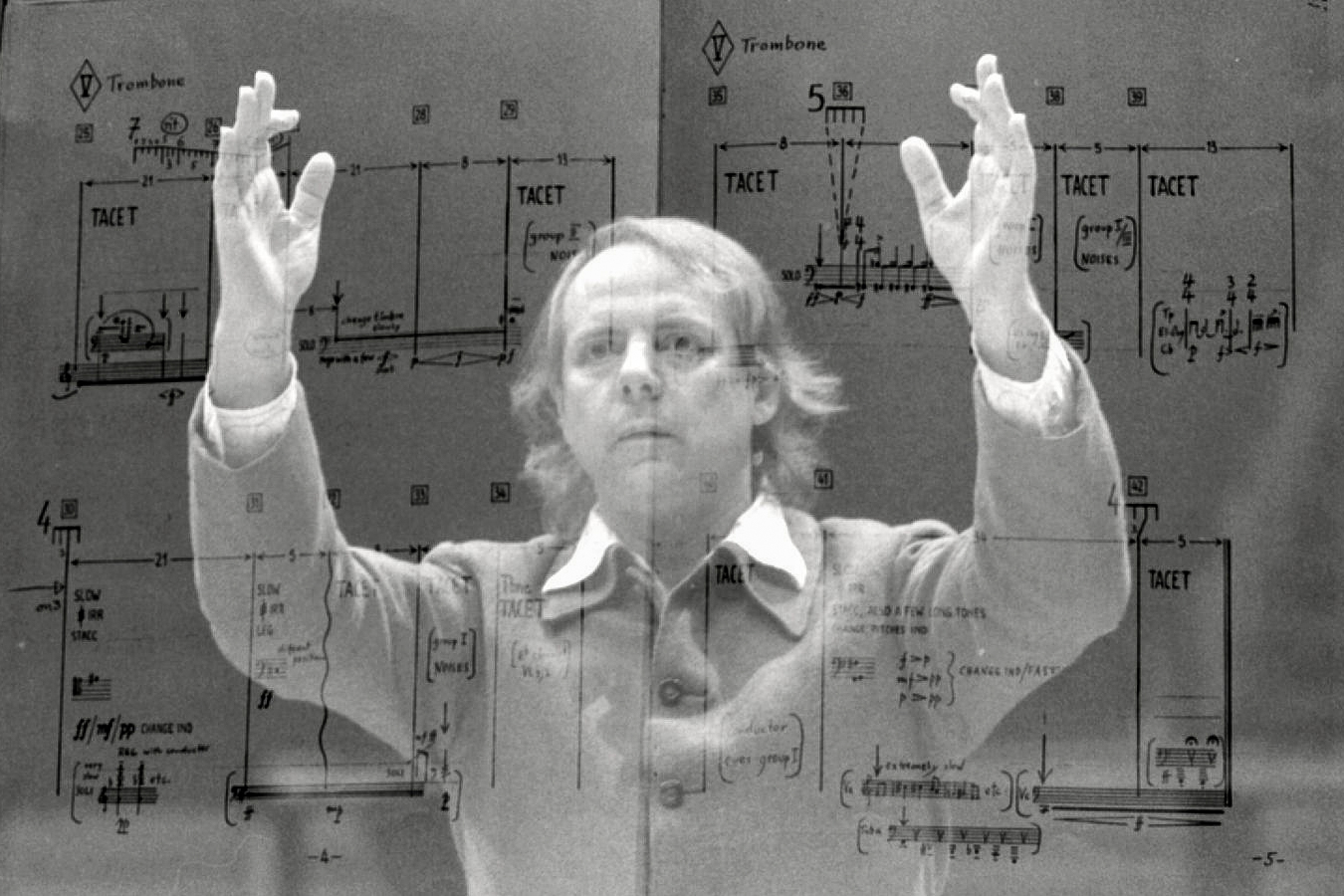
ایجاد تصویر شبه مانند با استفاده از تکنیک نوردهی چندگانه

نوردهی چندگانه، در عکاسی، عبارت است از نوردهی بیش از یک نوبت صفحه حساس عکاسی برای ایجاد یک عکس. در عکاسی و سینما، نوردهی چندگانه به معنای روی هم قرار دادن دو یا چند نوردهی برای ایجاد یک تصویر واحد است و نوردهی دوگانه در رابطه با دو تصویر معنای متناظری دارد. مقادیر نوردهی ممکن است با یکدیگر یکسان باشند یا نباشند.

## موارد استفاده
در این حالت که (برای مثال) بر روی یک قطعه فیلم انجام شود، دو تصویر بر روی هم افتاده و جلوهٔ بصری ویژه‌ای به تصویر می‌دهد. این تکنیک برای ایجاد تصاویر شبه‌مانند یا اضافه کردن چیزی یا کسی به تصویر زمینه استفاده می‌شود.

## مرور کلی
معمولاً دوربین‌ها حساسیتی به نور دارند که تابعی از زمان است. برای مثال، نوردهی یک ثانیه‌ای، نوردهی‌ای است که در آن تصویر دوربین در طول زمان نوردهی یک ثانیه به طور یکسان به نور واکنش نشان می‌دهد. معیار تعیین اینکه چیزی نوردهی دوگانه دارد این است که حساسیت بالا و سپس پایین بیاید. ساده‌ترین مثال از نوردهی چندگانه، نوردهی دوگانه بدون فلاش است، یعنی دو نوردهی جزئی انجام می‌شود و سپس در یک نوردهی کامل ترکیب می‌شوند. برخی از نوردهی‌های تکی، مانند "فلش و تاری" از ترکیبی از فلاش الکترونیکی و نوردهی محیطی استفاده می‌کنند. این اثر را می‌توان با یک معیار دلتای دیراک (فلش) و یک پنجره مستطیلی محدود ثابت، به صورت ترکیبی، تقریب زد. به عنوان مثال، یک پنجره حساسیت شامل یک شانه دیراک همراه با یک پالس مستطیلی، یک نوردهی چندگانه در نظر گرفته می‌شود، حتی اگر حساسیت در طول نوردهی هرگز به صفر نرسد.

## عکاسی تاریخی با نوردهی چندگانه
در تکنیک تاریخی کرونوفوتوگرافی، که به دوران ویکتوریا برمی‌گردد، مجموعه‌ای از عکس‌های آنی در فواصل زمانی کوتاه و مساوی گرفته می‌شدند. این عکس‌ها می‌توانستند برای یک چاپ چند نوردهی روی هم قرار گیرند.

## نگارخانه

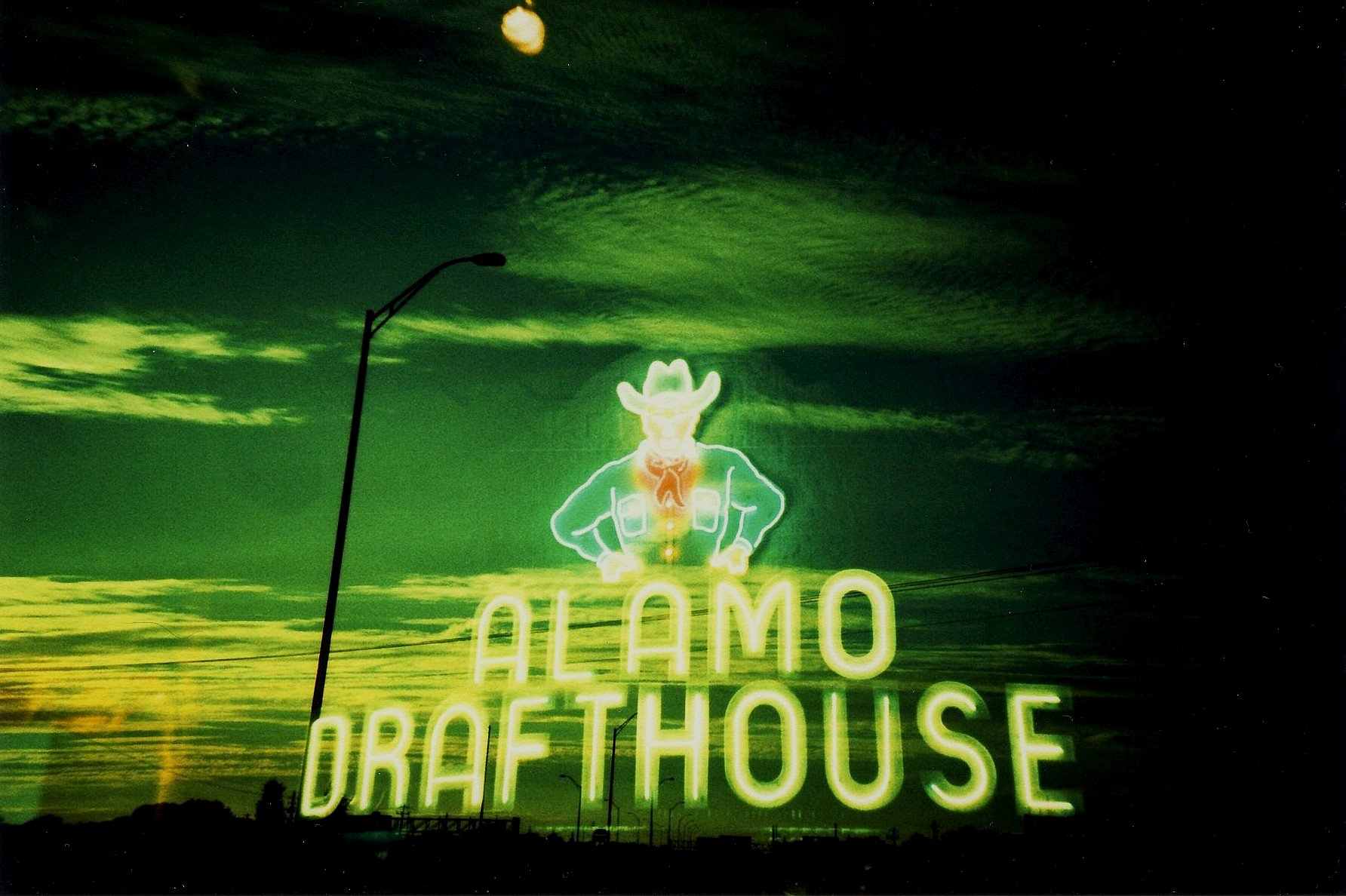
اضافه کردن تصویر یک تابلو نورانی بر روی آسمان عصرگاهی
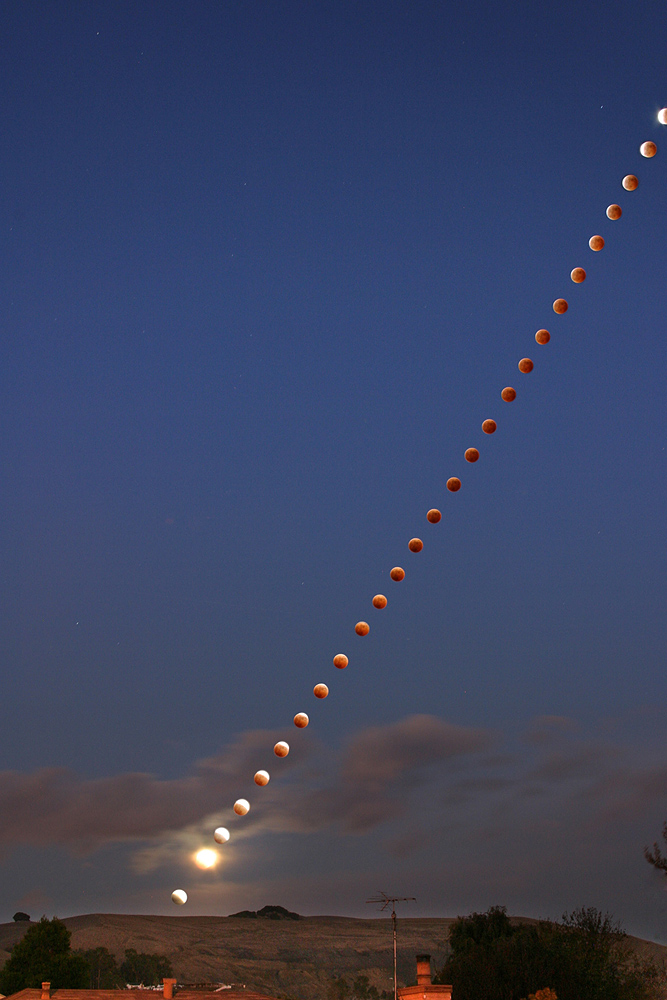
نوردهی چندگانه ترکیبی از نوردهی است که شامل گرفتن یا ادغام بیش از یک تصویر با هم است.
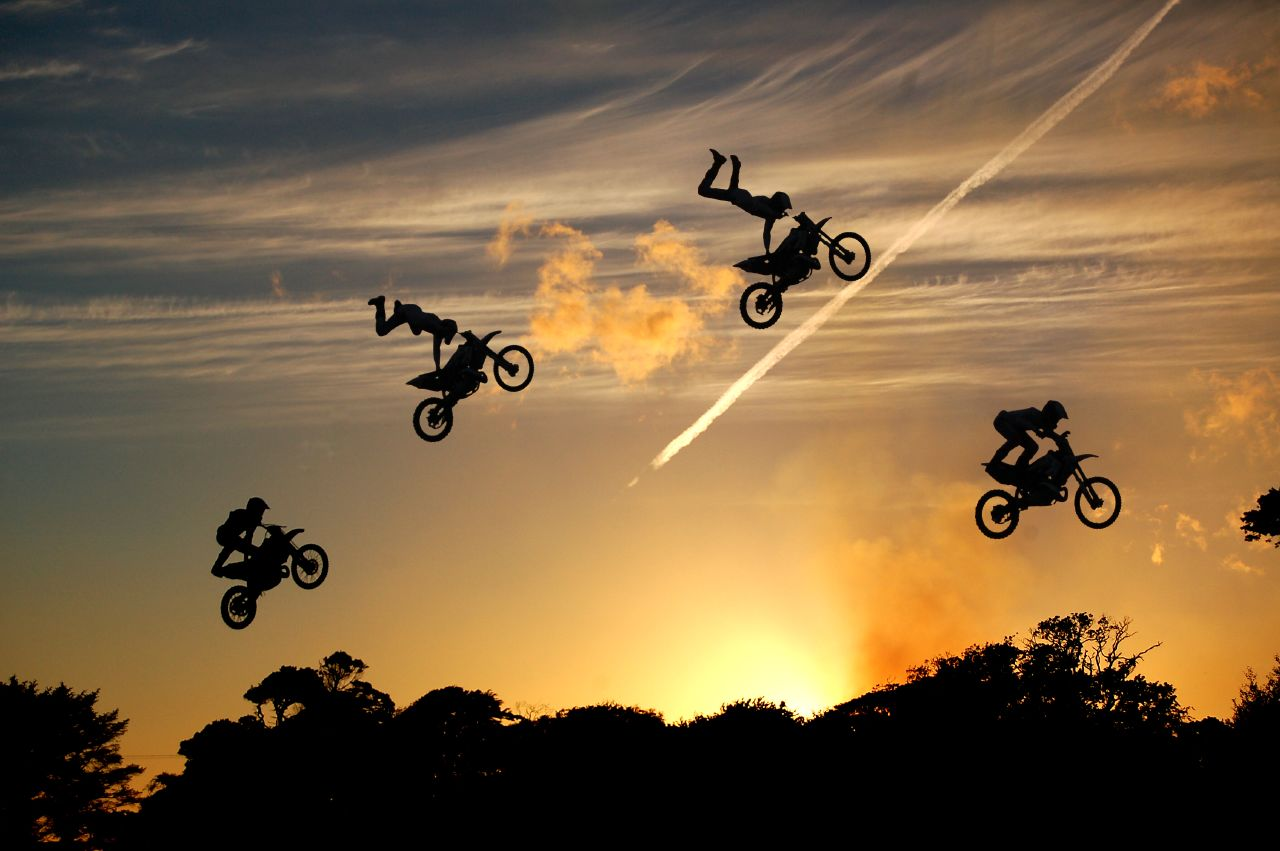
افکت نوردهی چندگانه به دست آمده در یک ویرایشگر گرافیکی
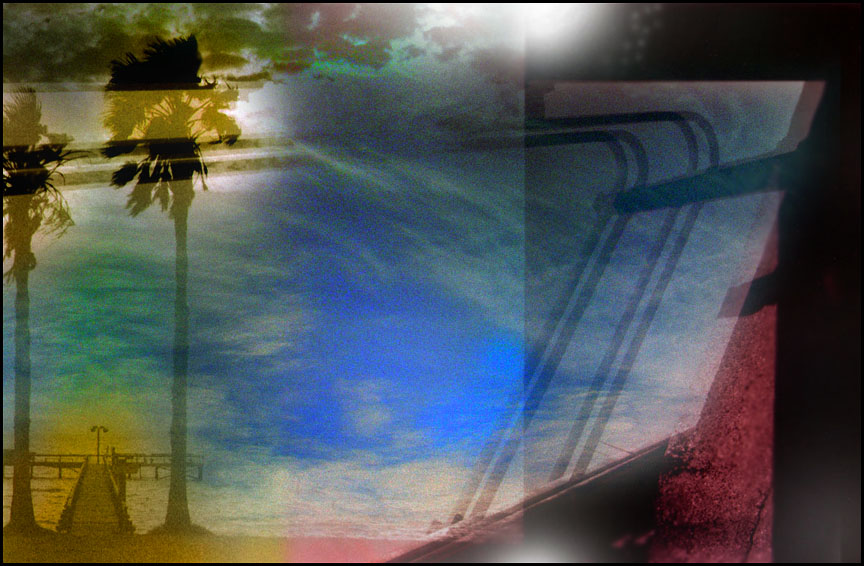
نوردهی دوگانه روی فیلم
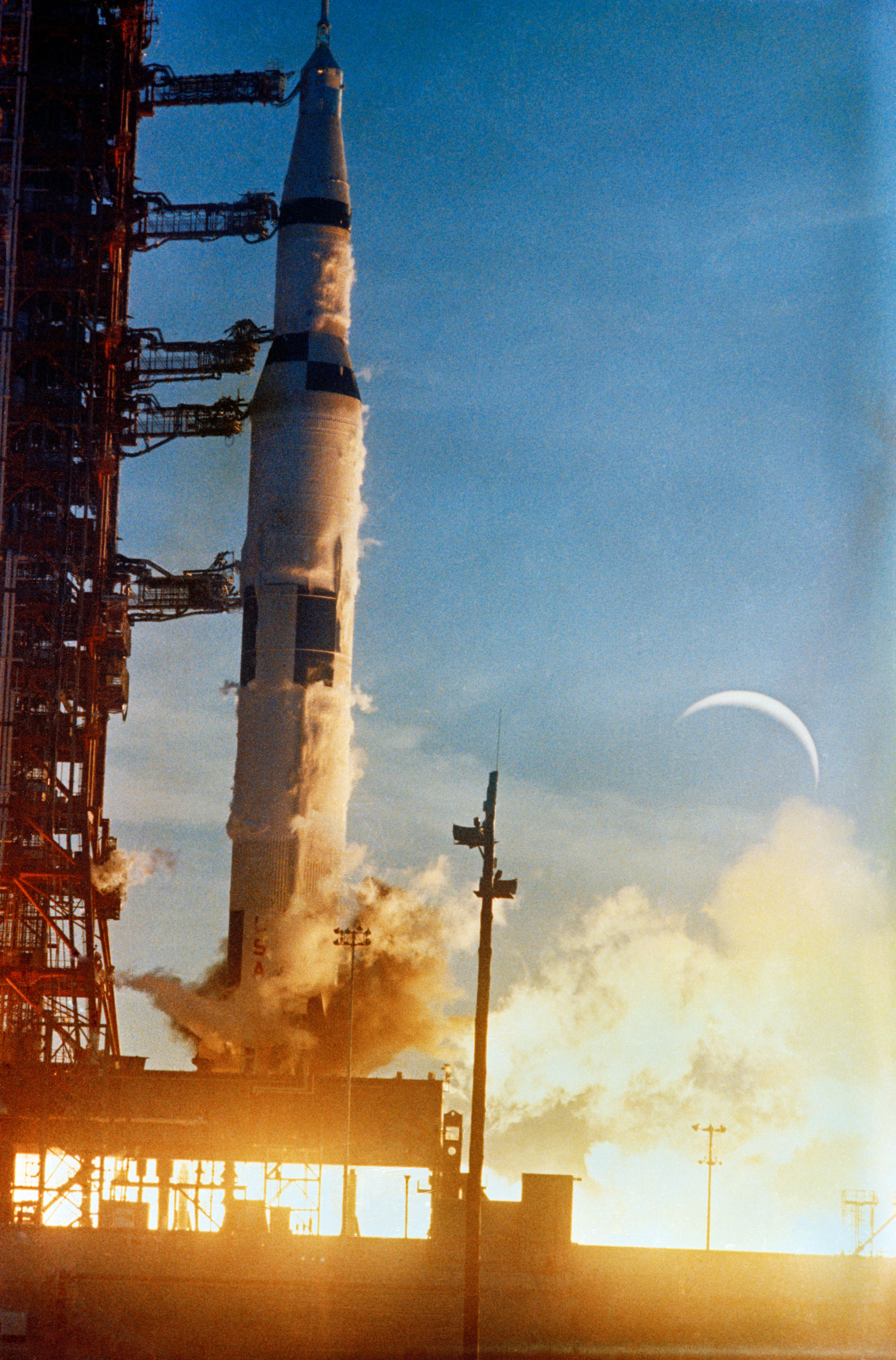
عکس ماه با نوردهی دوگانه
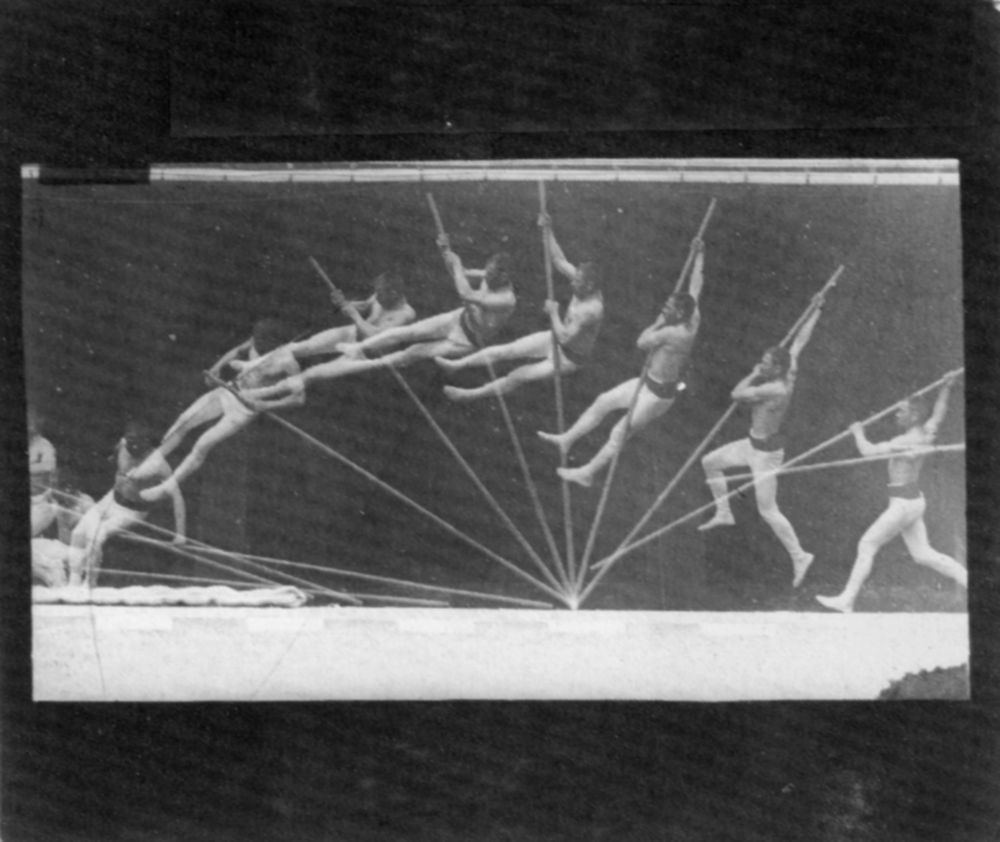
عکس کرونوفتوگرافی گرفته شده توسط ژول مارا با استفاده از روش نوردهی چندگانه، ۱۸۹۰
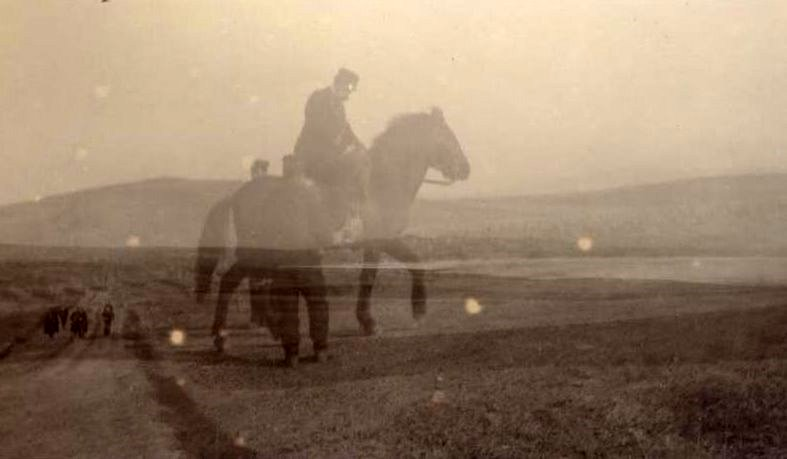
عکس روستایی در نزدیکی جبهه شمال شرقی روسیه-ژاپن، ۵ ژانویه ۱۹۰۵
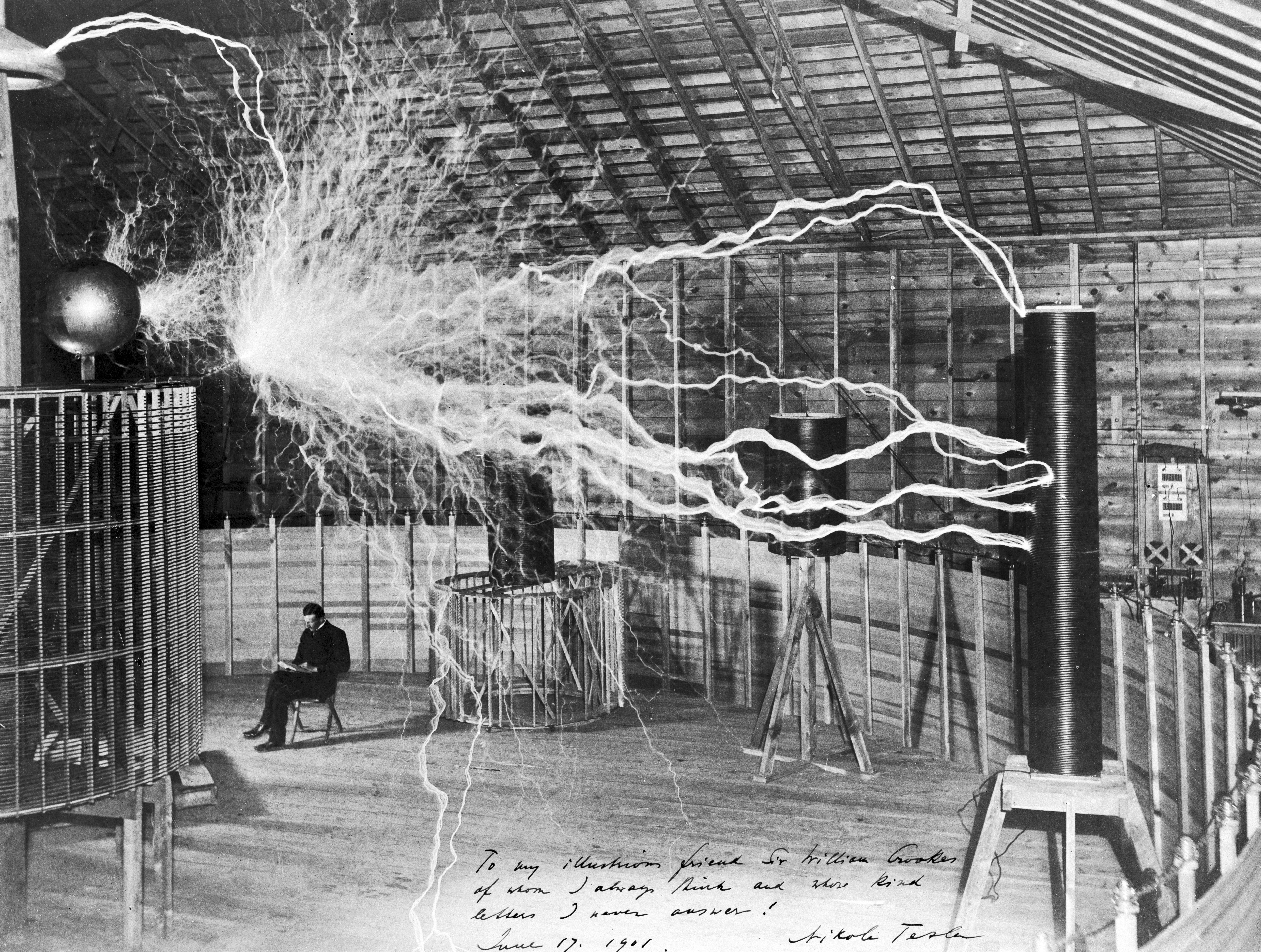
نیکولا تسلا در آزمایشگاه خود در کلرادو اسپرینگز، ۱۹۰۰
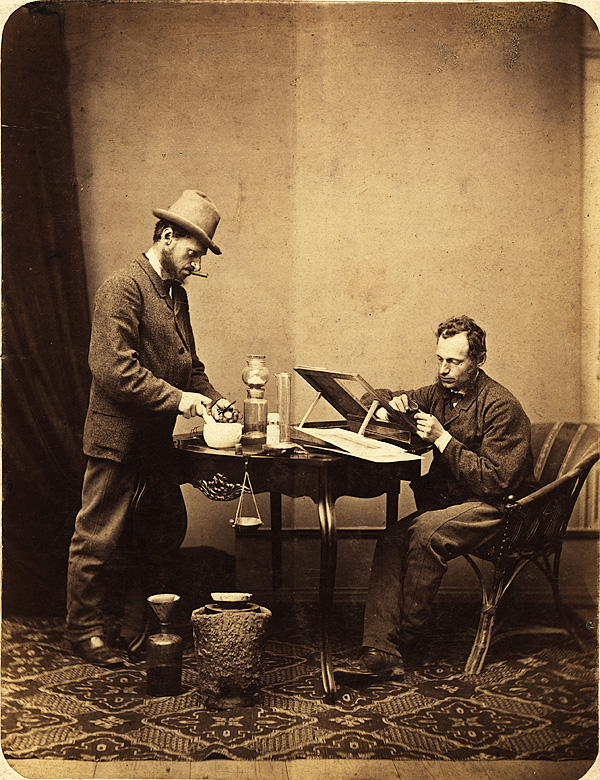
یک خودنگاره  پرتره دوتایی از ایگناس ششتلا که عکاس را به عنوان یک تکنسین آزمایشگاهی و روتوشگر نشان می‌دهد که در حدود سال ۱۸۷۰ ایجاد شده است.
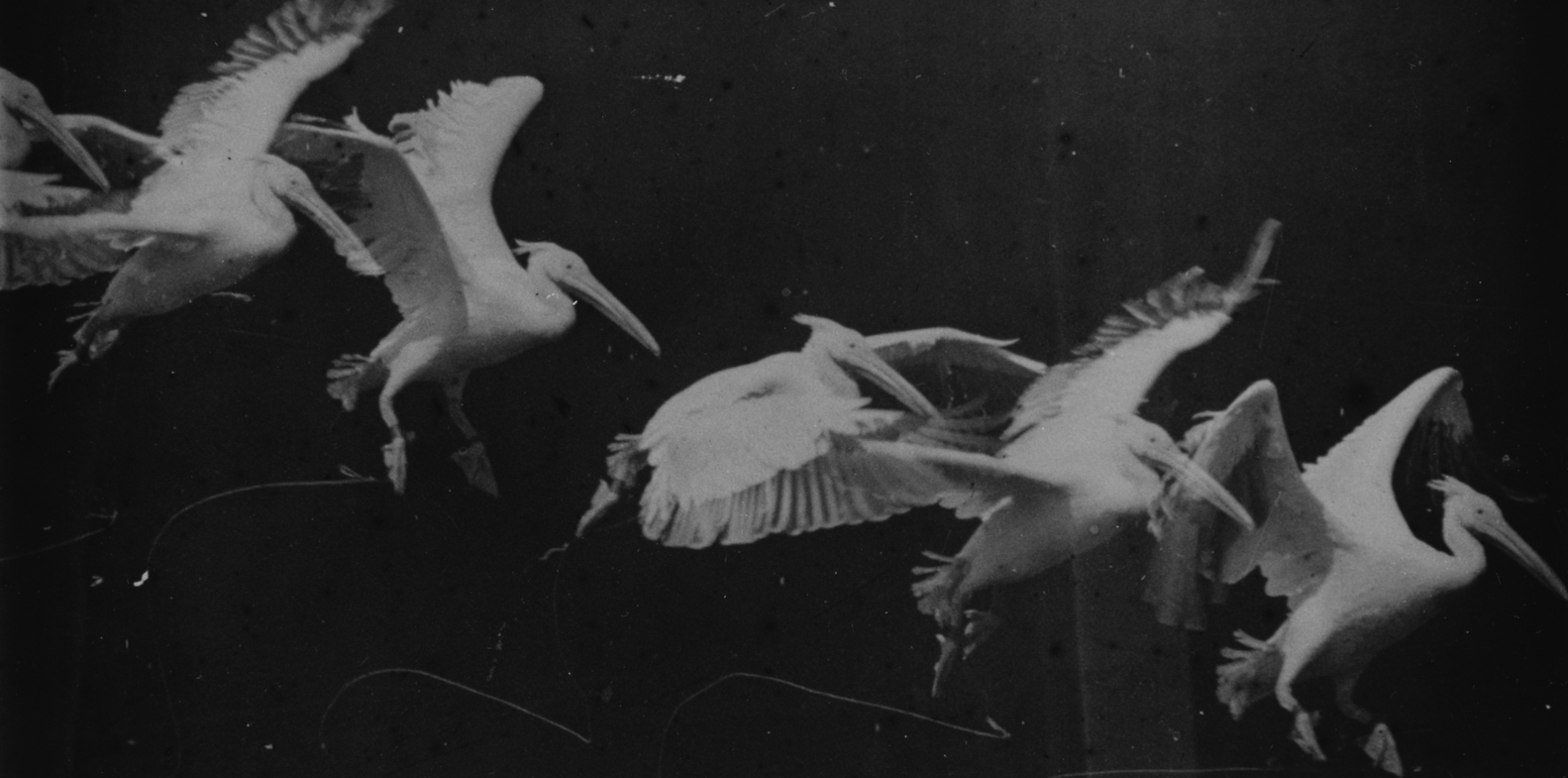
پلیکان در حال پرواز که توسط اتین ژول ماری با دوربین عکسبرداری در حدود سال ۱۸۸۲ گرفته شد. او راهی برای ثبت مراحل مختلف حرکت در یک عکس پیدا کرد.
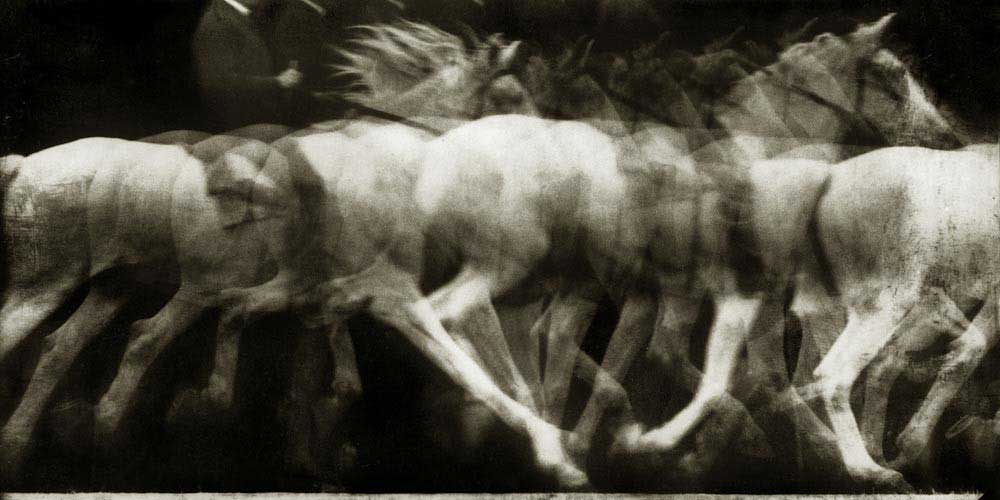
مطالعه گاه نگاری حرکت اسب در سال ۱۸۸۶ توسط اتین-ژول ماره
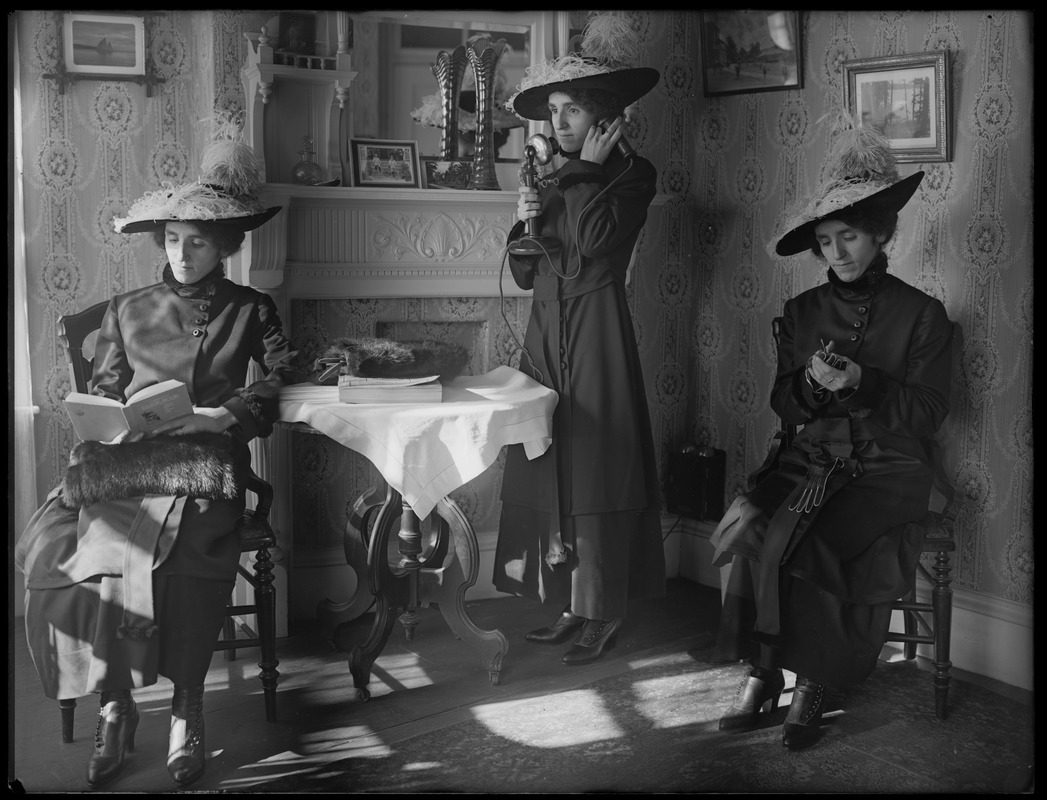
عکس نوردهی سه گانه از سال ۱۹۱۵
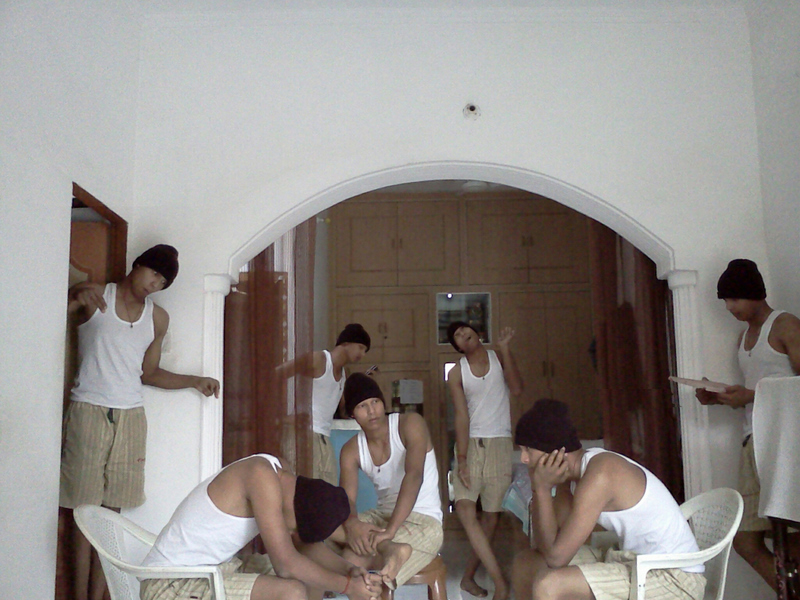
تصویر نوردهی چندگانه با استفاده از دوربین دیجیتال و ادوبی فتوشاپ ساخته شده است
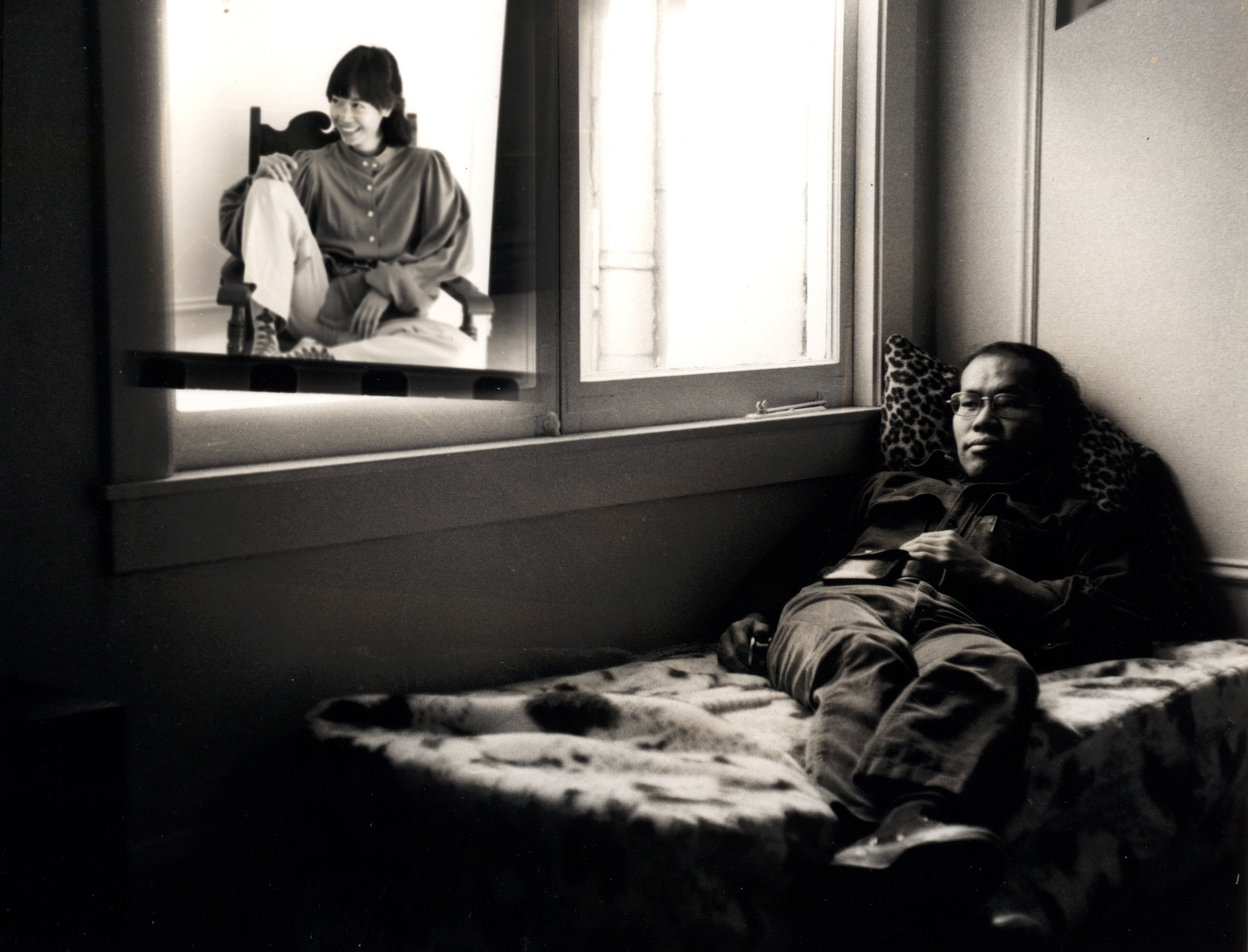
عکس فیلم نوردهی چندگانه که در اتاق تاریک ساخته شده است
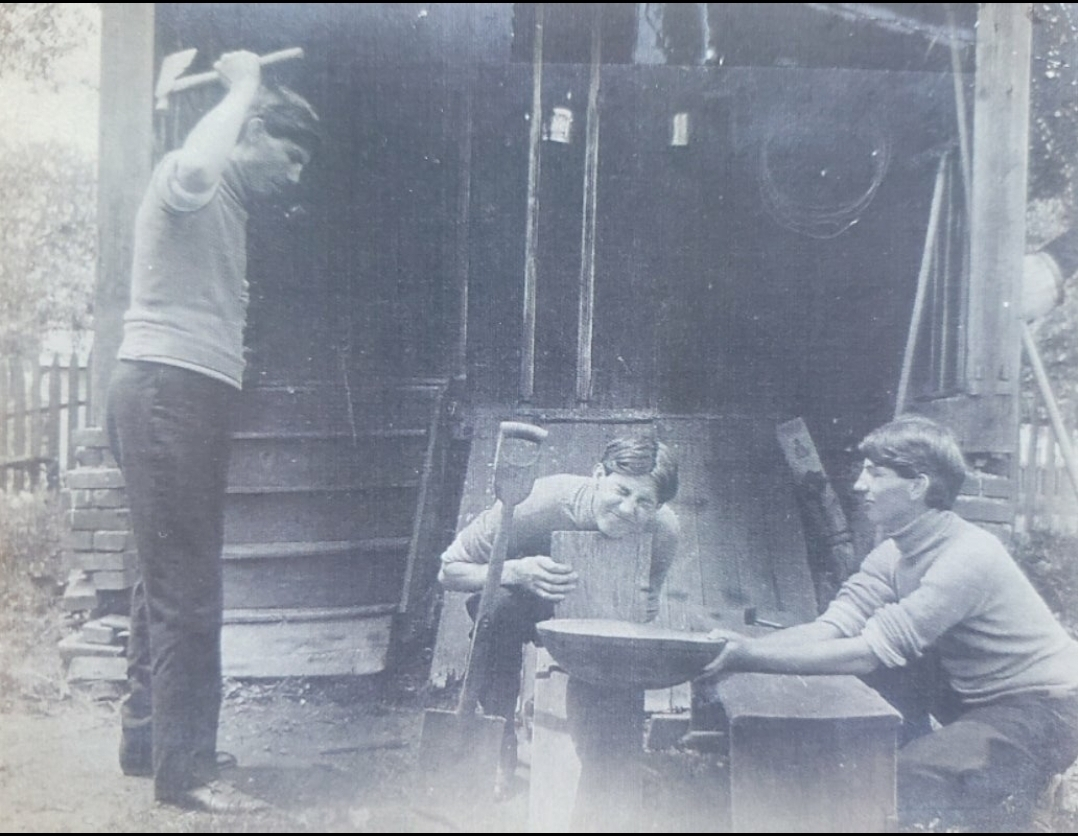
تصویر نوردهی چندگانه ساخته شده در سال ۱۹۱۰
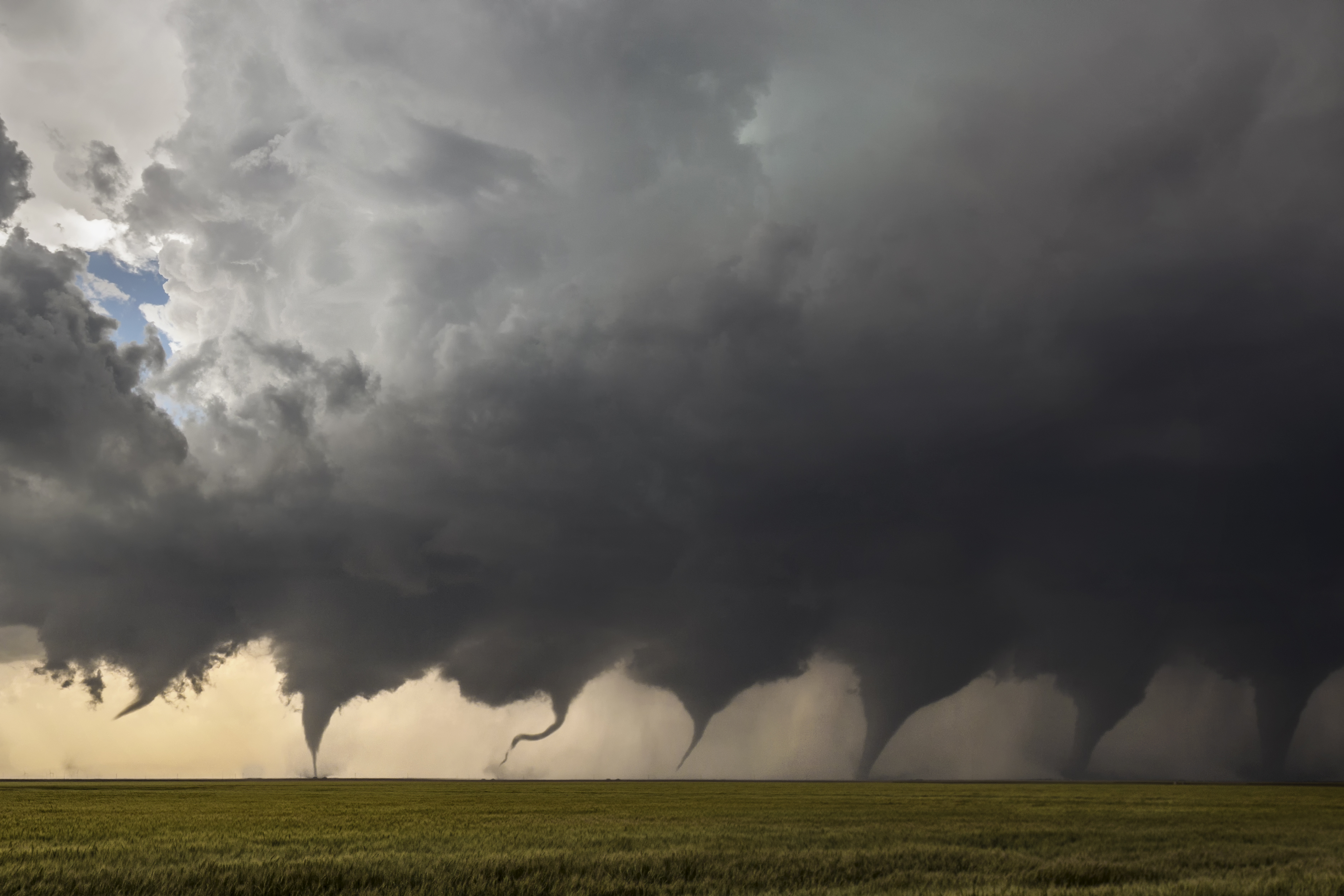
تکامل یک گردباد
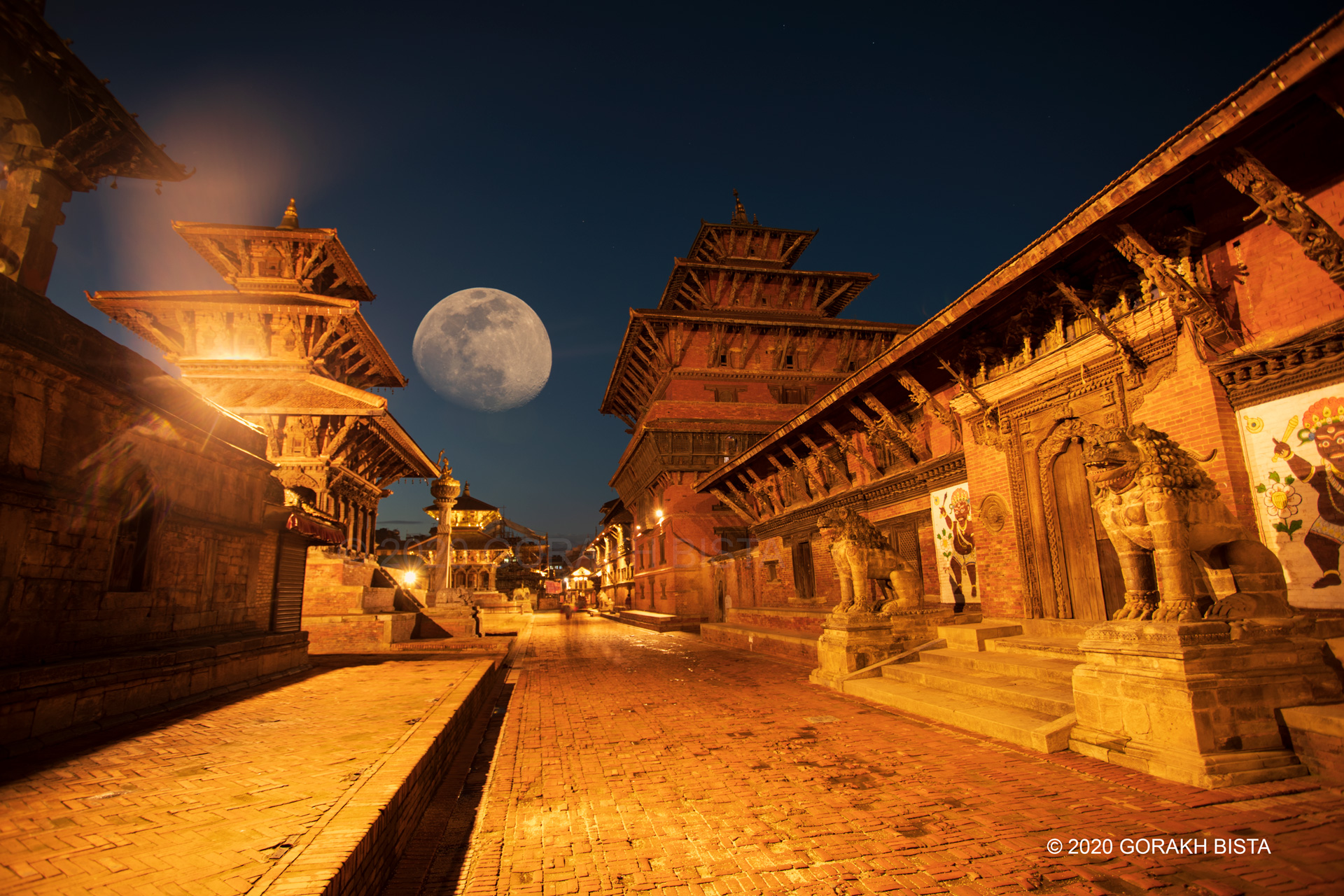
ماه و بنای یادبود
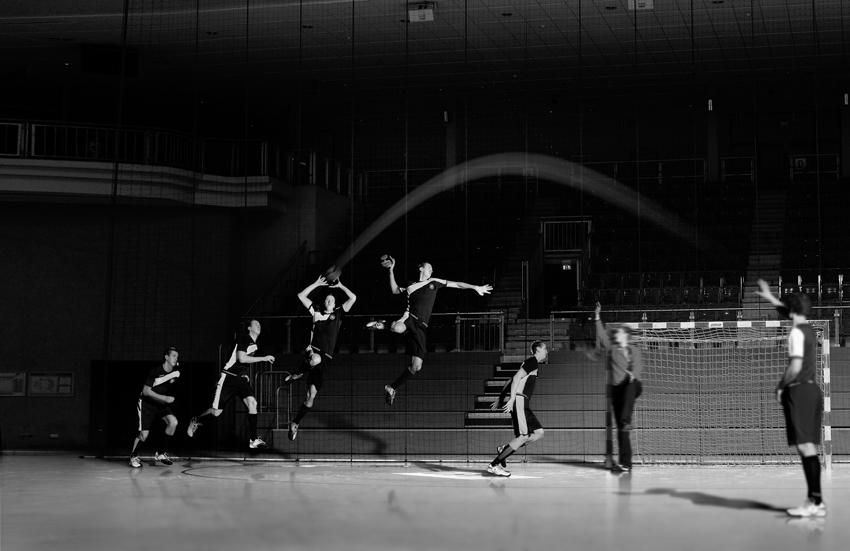
نمایش ترفند کمپا در هندبال از طریق نوردهی چندگانه
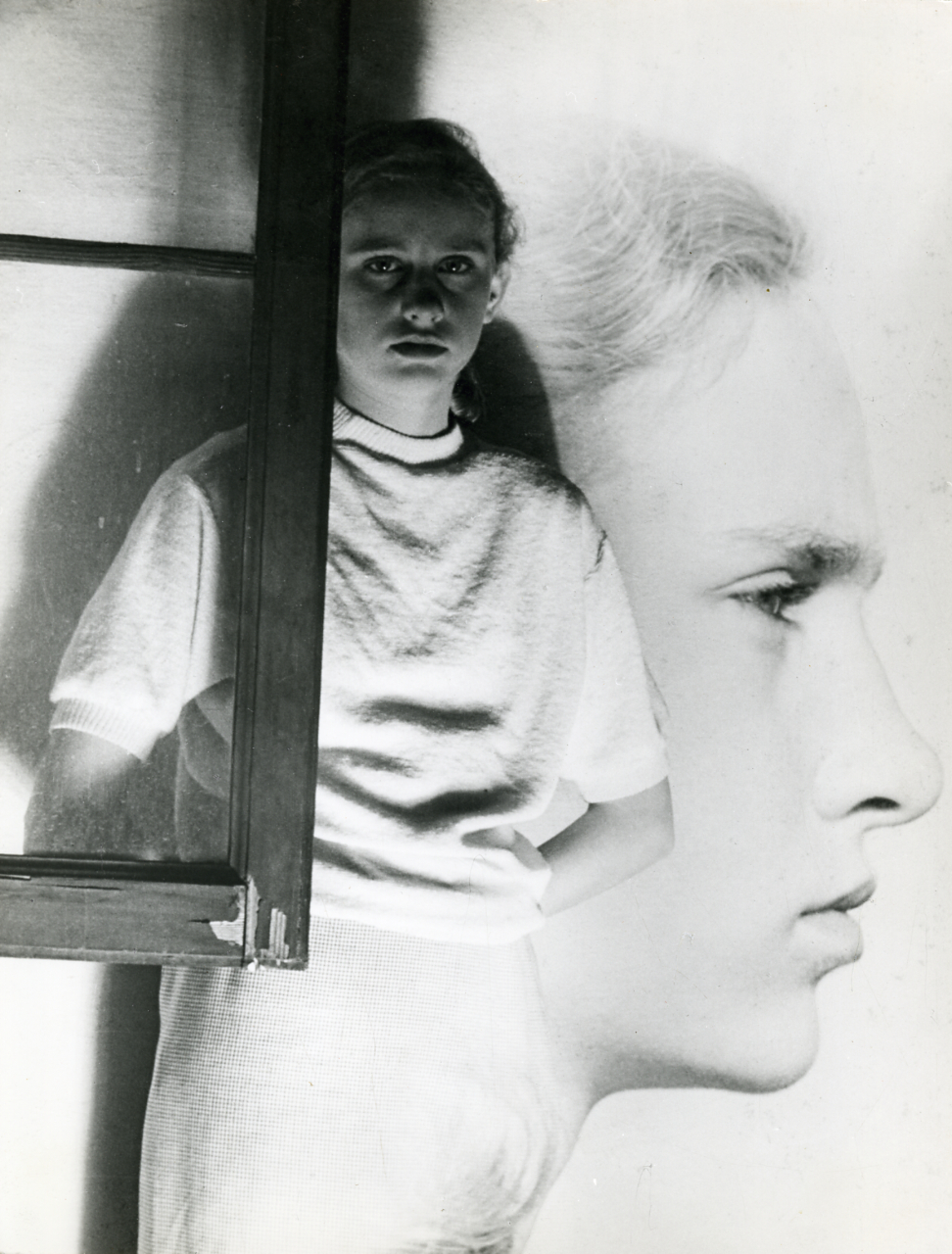
نوردهی دوگانه در عکسی از پائولو مونتی در سال ۱۹۵۱
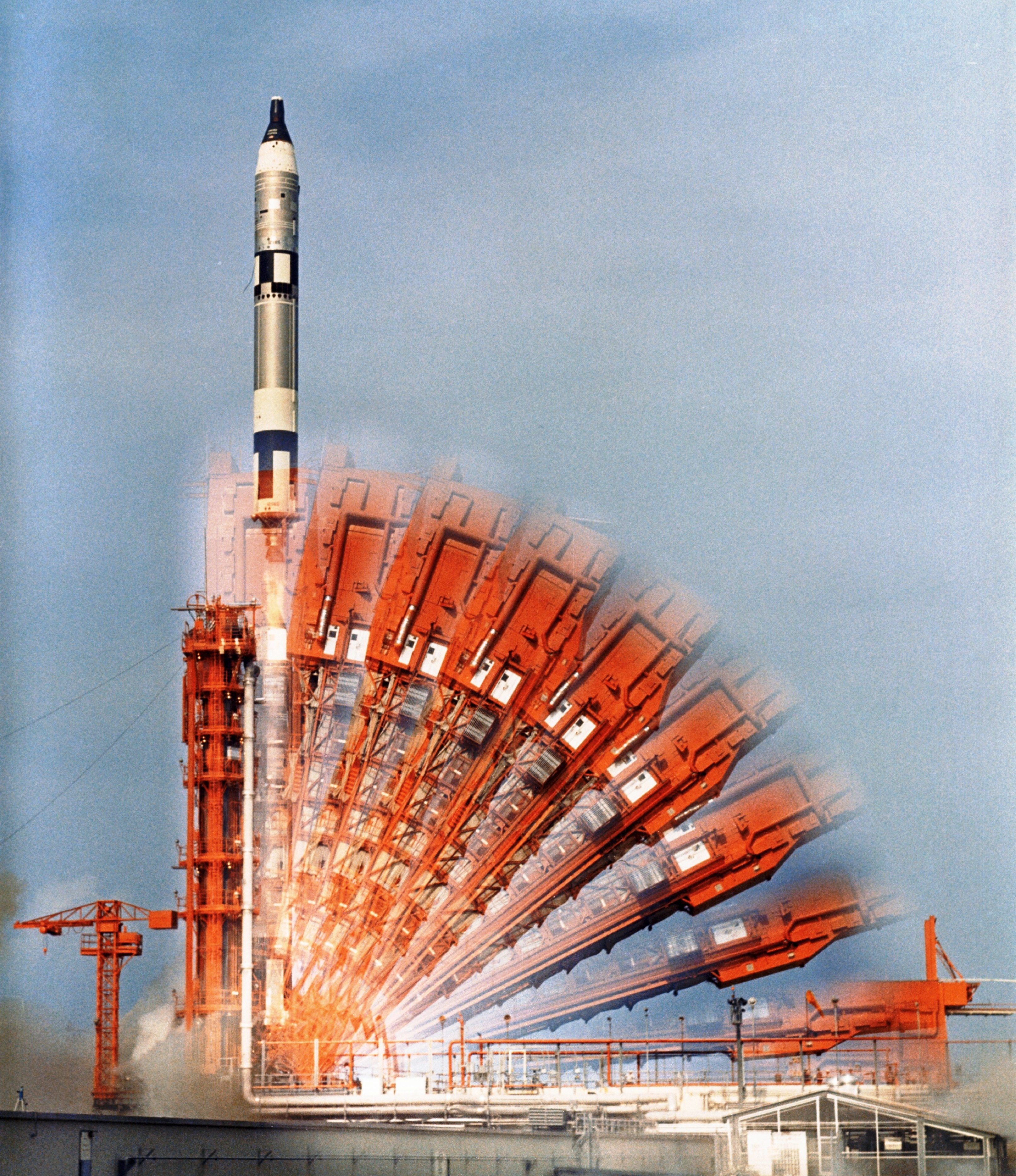
در اینجا با چندین چرخه شاتر کوتاه، نوردهی طولانی حاصل شده است.
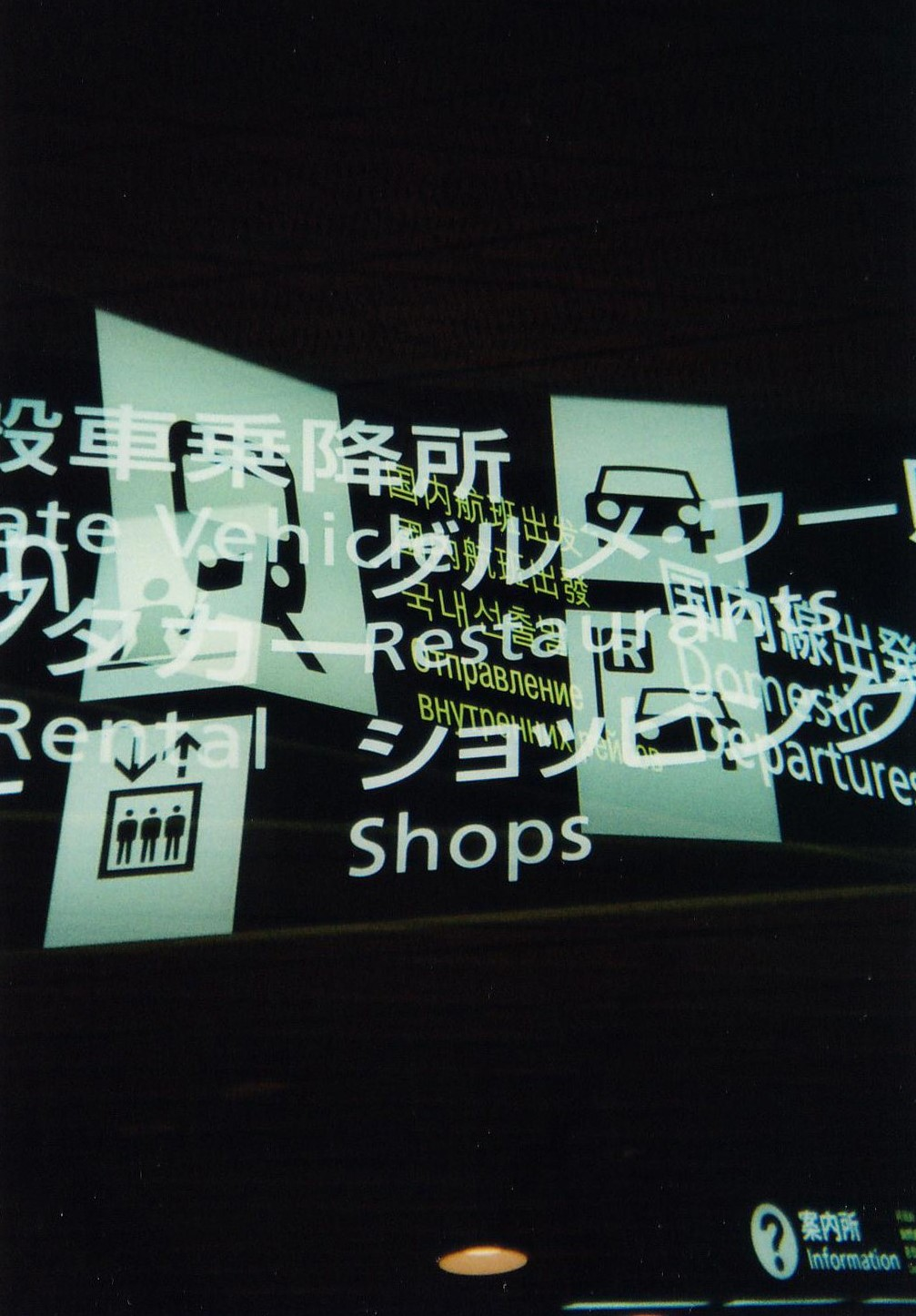
تصویر با نوردهی دوگانه که در فرودگاه نیو چیتوز گرفته شده است
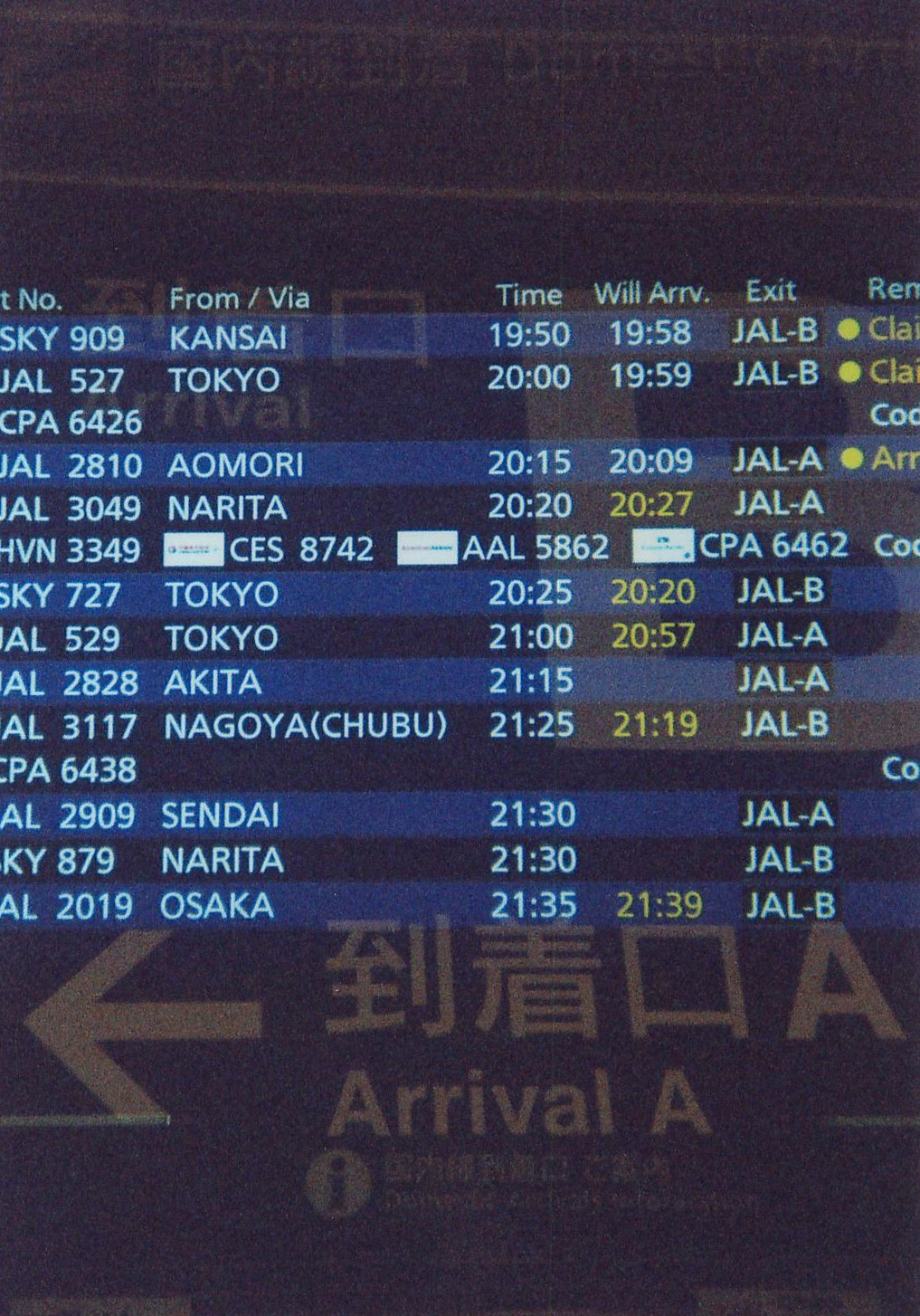
تصویر با نوردهی دوگانه که در فرودگاه نیو چیتوز گرفته شده است
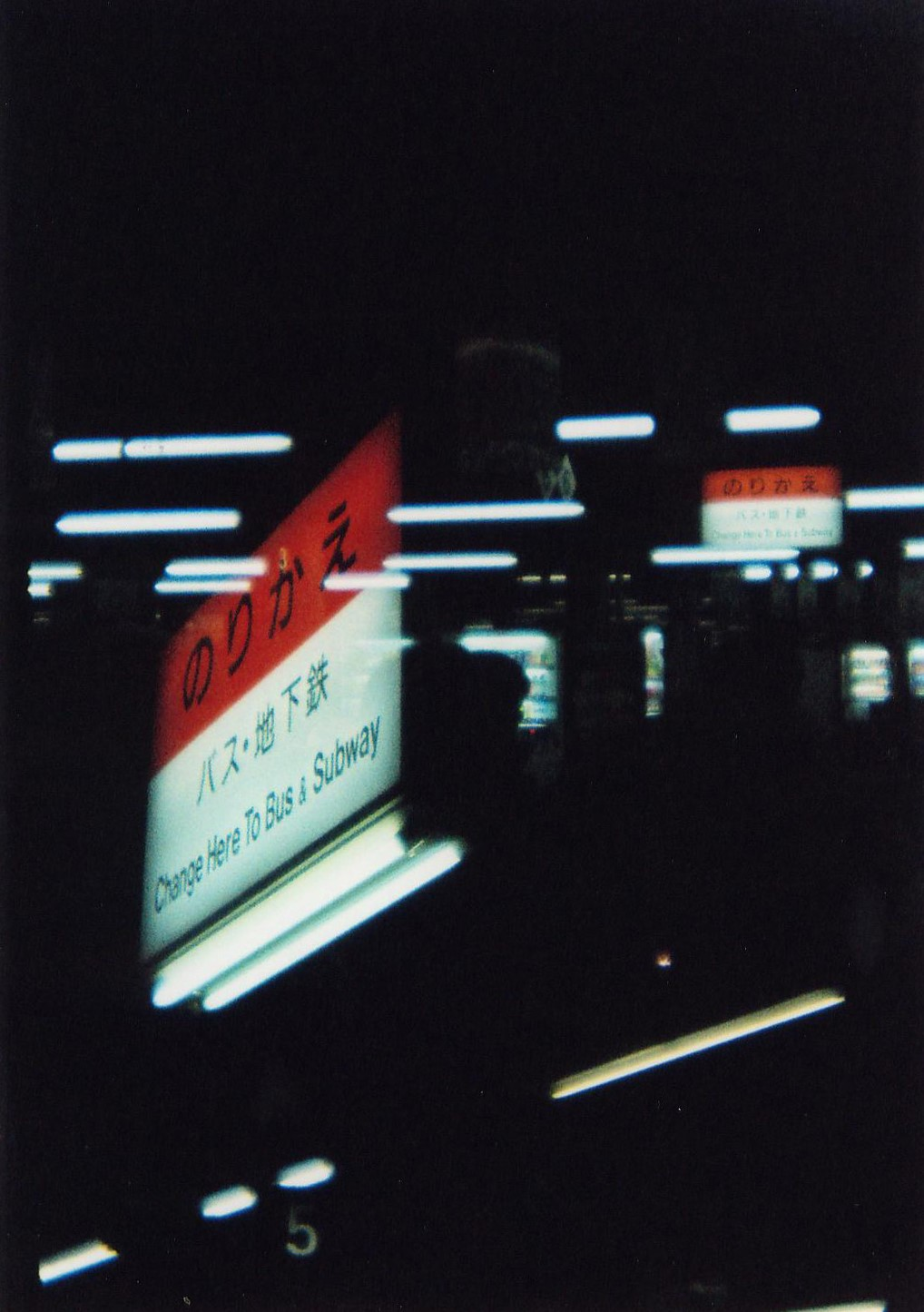
تصویر با نوردهی دوگانه که در ایستگاه ساپورو گرفته شده است
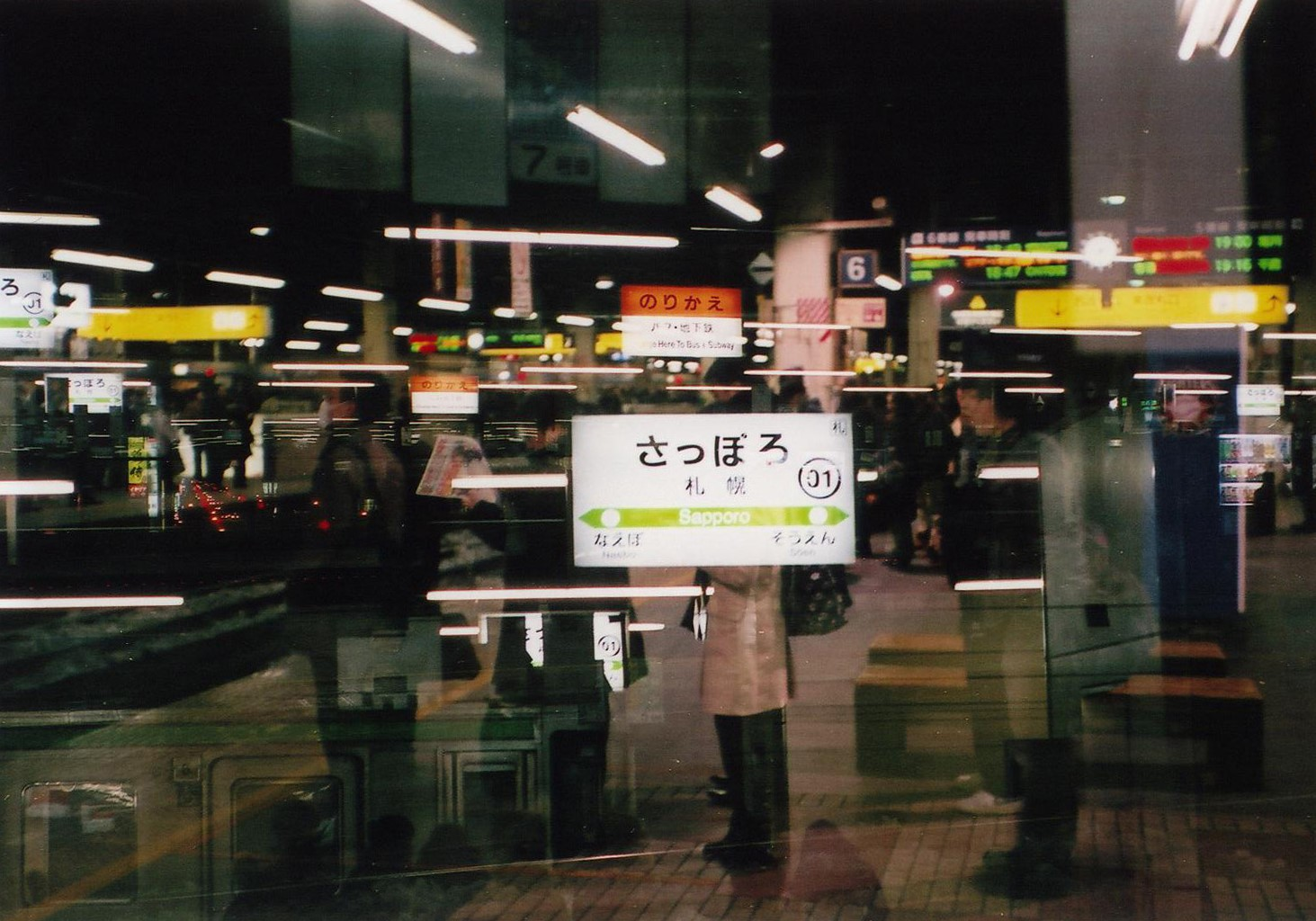
تصویر با نوردهی دوگانه که در ایستگاه ساپورو گرفته شده است
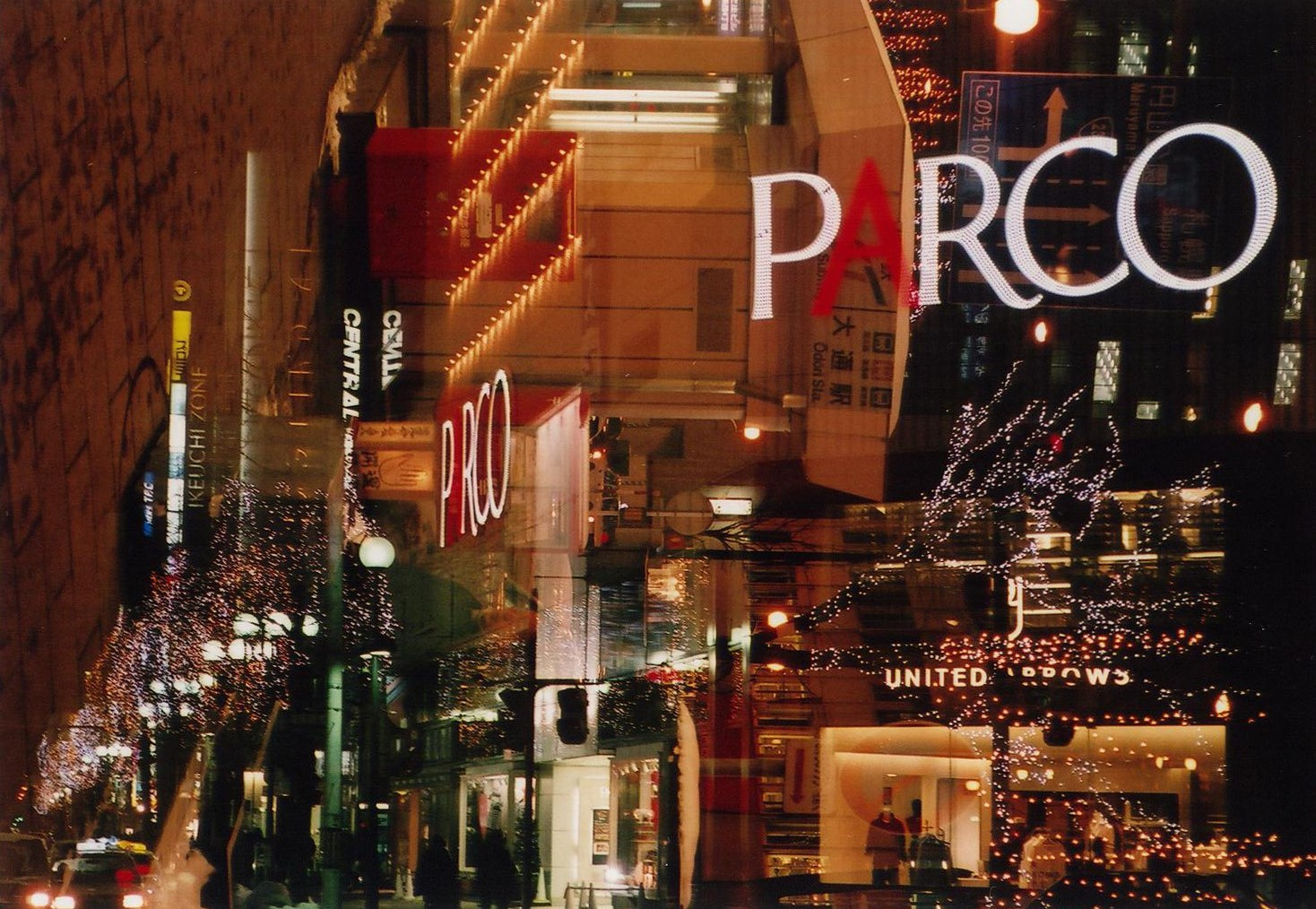
تصویر با نوردهی دوگانه که در ساپورو گرفته شده است
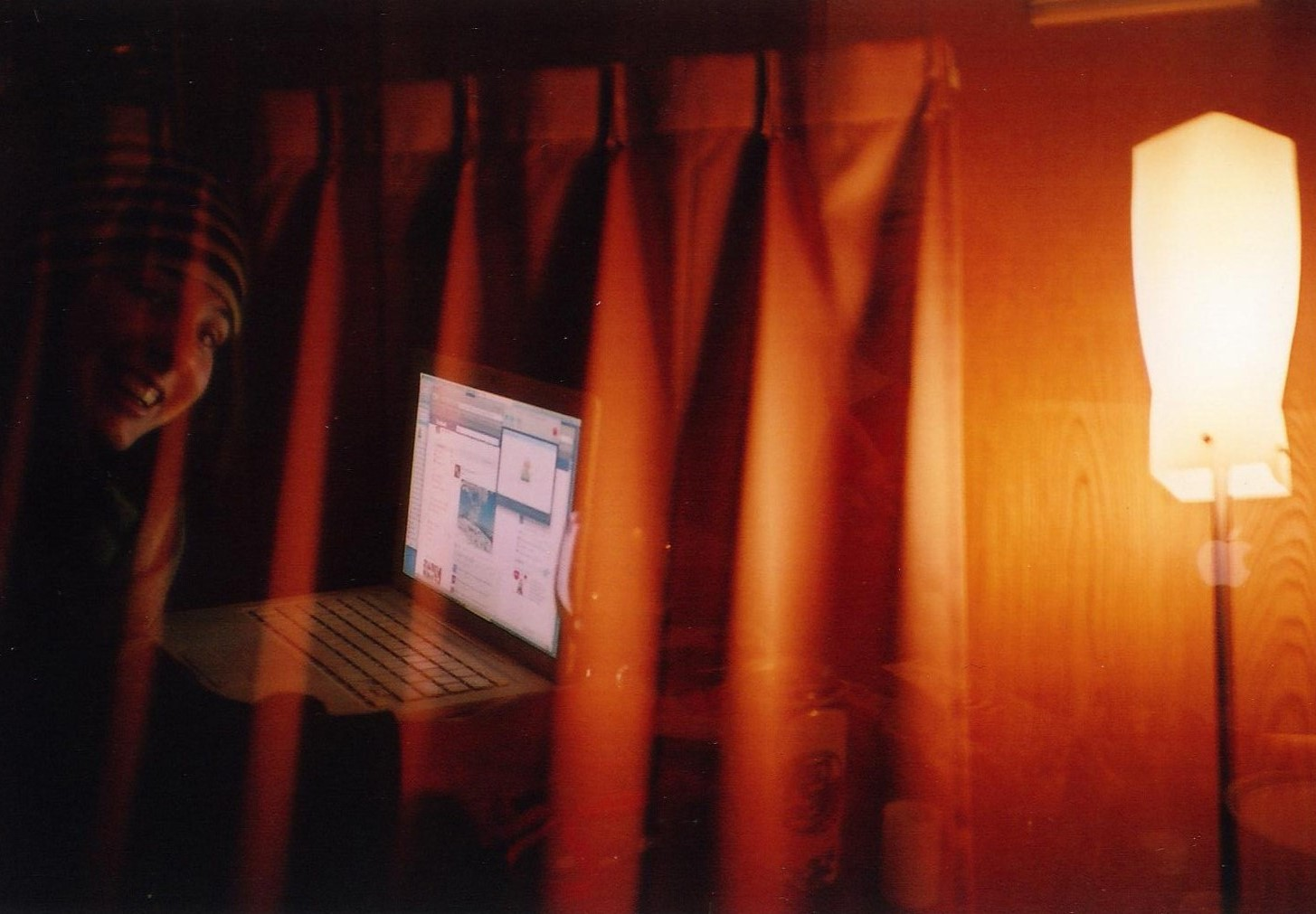
تصویر با نوردهی دوگانه
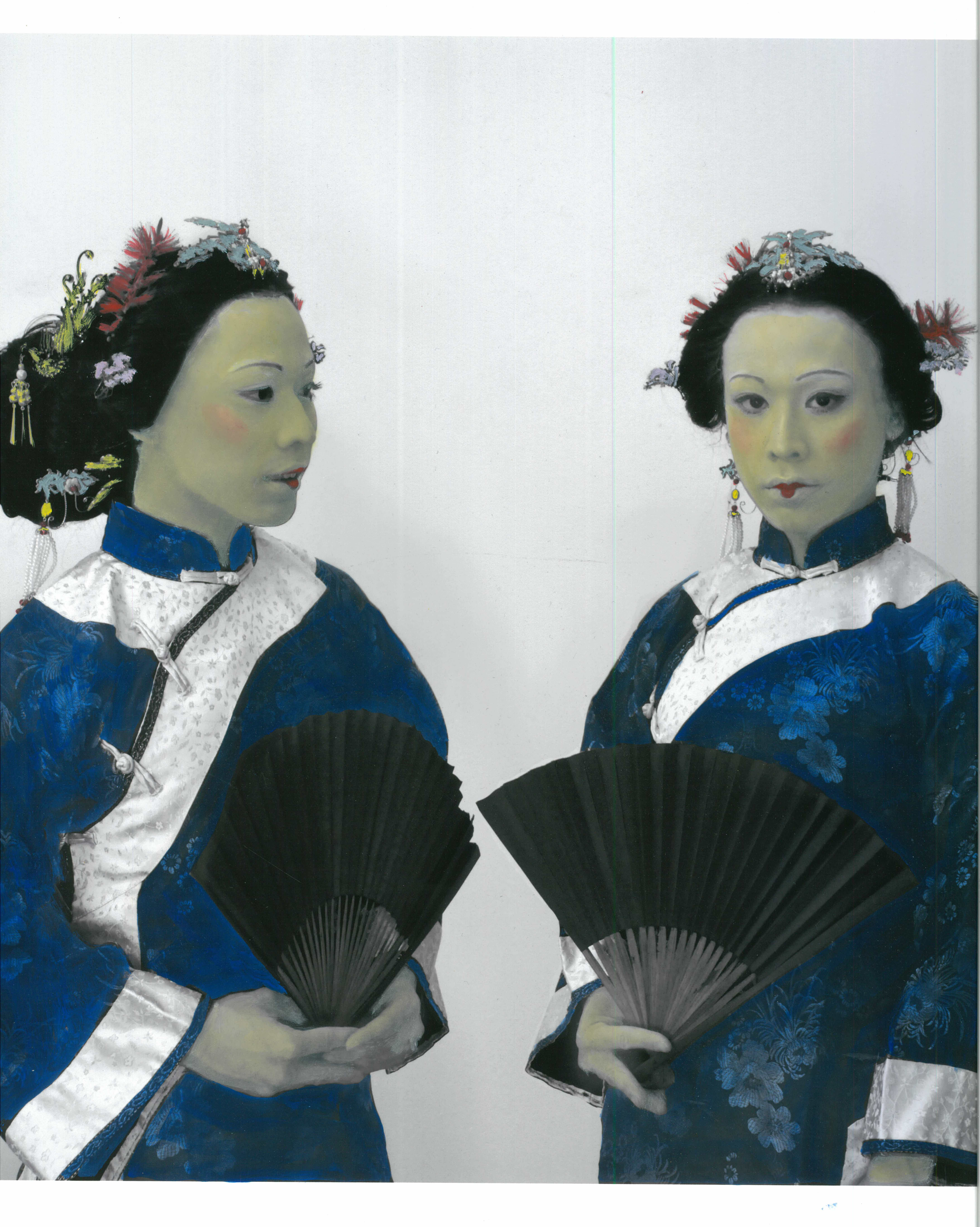
تصویر پردازش‌شده با نوردهی دوگانه و دستی از زنی در منطقه کانتون در اواخر سلسله چینگ، دهه ۱۸۷۰
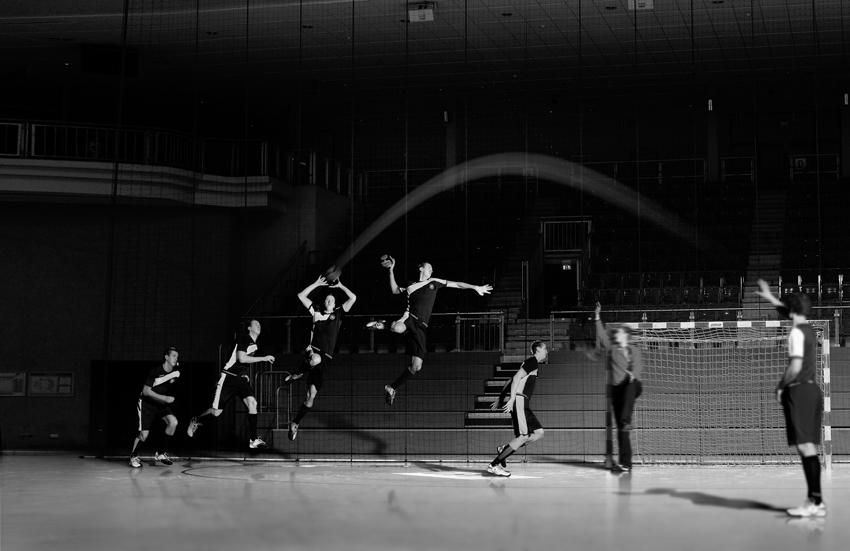
نمایش ترفند کمپا در هندبال از طریق نوردهی چندگانه
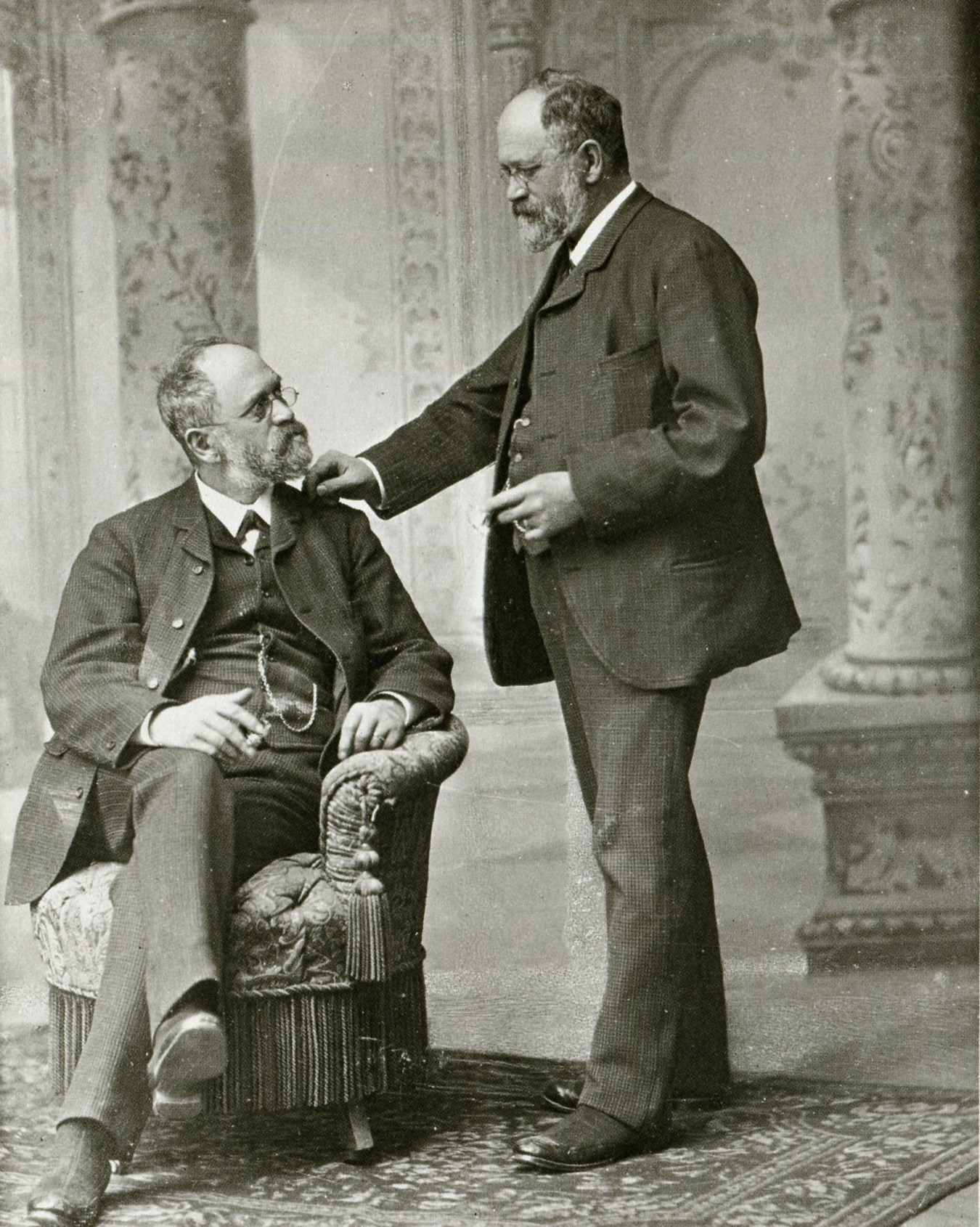
«تصاویر دو دسته» اثر یوهانس یاگر که از طریق صفحات عکاسی با نوردهی دوگانه توسط والنتین ولفنشتاین در سال ۱۸۹۰ گرفته شده است.
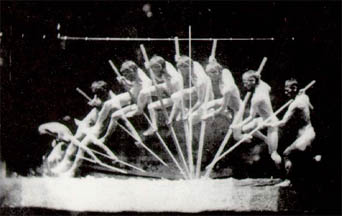
توماس ایکینز: عکاسی با سرعت بالا، مطالعه حرکت انسان در طول پرش با نیزه، ۱۸۸۵